# Nuttapong Hinmee
Nuttapong Hinmee (ur. 15 lutego 2001) – tajski zapaśnik walczący w stylu klasycznym. Zajął dwunaste miejsce na igrzyskach azjatyckich w 2022. Brązowy medalista igrzysk Azji Południowo-Wschodniej w 2019 i 2023. Dziewiąty na mistrzostwach Azji w 2020. Trzeci na mistrzostwach Azji Południowo-Wschodniej w 2022 roku.